# Cantone di Noyant
Il Cantone di Noyant è una divisione amministrativa soppressa dell'arrondissement di Saumur.
A seguito della riforma approvata con decreto del 24 febbraio 2014, che ha avuto attuazione dopo le elezioni dipartimentali del 2015, dall'aprile 2015 tutti i suoi 15 comuni sono stati accorpati al Cantone di Beaufort-en-Vallée.
Comprendeva i comuni di:
- Auverse
- Breil
- Broc
- Chalonnes-sous-le-Lude
- Chavaignes
- Chigné
- Dénezé-sous-le-Lude
- Genneteil
- Lasse
- Linières-Bouton
- Meigné-le-Vicomte
- Méon
- Noyant
- Parçay-les-Pins
- La Pellerine